# Cyrtosia perfecta
Cyrtosia perfecta is een vliegensoort uit de familie van de Mythicomyiidae. De wetenschappelijke naam van de soort is voor het eerst geldig gepubliceerd in 1910 door Becker in Becker, Kuntze, Schnabl & Villeneuve, oorspronkelijk geplaatst in het geslacht Empidideicus.